# Campionato mondiale di beach soccer 2024
Il campionato mondiale di beach soccer 2024 (ufficialmente FIFA Beach Soccer World Cup 2024) è stata l'12ª edizione del torneo organizzato dalla FIFA. La competizione si è svolta dal 15 al 25 febbraio 2024 a Dubai, negli Emirati Arabi Uniti.

## Squadre partecipanti
| Confederazione                                        | Torneo di qualificazione                | Qualificate         | Pres. | Ult. | Miglior risultato                                        |
| ----------------------------------------------------- | --------------------------------------- | ------------------- | ----- | ---- | -------------------------------------------------------- |
| AFC (Asia)                                            | Nazione ospitante                       | Emirati Arabi Uniti | 8ª    | 2021 | Fase a gironi (2007, 2008, 2009, 2013, 2017, 2019, 2021) |
| AFC (Asia)                                            | AFC Beach Soccer Championship 2023      | Iran                | 8ª    | 2017 | 3º posto (2017)                                          |
| AFC (Asia)                                            | AFC Beach Soccer Championship 2023      | Giappone            | 12ª   | 2021 | 2º posto (2021)                                          |
| AFC (Asia)                                            | AFC Beach Soccer Championship 2023      | Oman                | 5ª    | 2021 | Fase a gironi (2011, 2015, 2019, 2021)                   |
| CAF (Africa)                                          | Coppa delle nazioni africane 2022       | Egitto              | 1ª    | /    | Esordiente                                               |
| CAF (Africa)                                          | Coppa delle nazioni africane 2022       | Senegal             | 9ª    | 2021 | 4º posto (2021)                                          |
| CONCACAF (America Centrale, Settentrionale e Caraibi) | CONCACAF Beach Soccer Championship 2023 | Messico             | 7ª    | 2019 | 2º posto (2007)                                          |
| CONCACAF (America Centrale, Settentrionale e Caraibi) | CONCACAF Beach Soccer Championship 2023 | Stati Uniti         | 7ª    | 2021 | Fase a gironi (2005, 2006, 2007, 2013, 2019, 2021)       |
| CONMEBOL (Sud America)                                | Copa América 2023                       | Argentina           | 9ª    | 2015 | Quarti di finale (2005, 2006, 2008, 2013)                |
| CONMEBOL (Sud America)                                | Copa América 2023                       | Brasile             | 12ª   | 2021 | Campione (2006, 2007, 2008, 2009, 2017)                  |
| CONMEBOL (Sud America)                                | Copa América 2023                       | Colombia            | 1ª    | /    | Esordiente                                               |
| OFC (Oceania)                                         | Coppa delle nazioni oceaniane 2023      | Tahiti              | 7ª    | 2021 | 2º posto (2015, 2017)                                    |
| UEFA (Europa)                                         | Qualificazioni europee 2023             | Bielorussia         | 3ª    | 2021 | Fase a gironi (2019, 2021)                               |
| UEFA (Europa)                                         | Qualificazioni europee 2023             | Italia              | 9ª    | 2019 | 2º posto (2008, 2019)                                    |
| UEFA (Europa)                                         | Qualificazioni europee 2023             | Portogallo          | 11ª   | 2021 | Campione (2015, 2019)                                    |
| UEFA (Europa)                                         | Qualificazioni europee 2023             | Spagna              | 9ª    | 2015 | 2º posto (2013)                                          |

## Fase a gironi

### Gruppo A
| Squadra             | P.ti | G | V | V+ | Vr | P | GF | GS | DR |
| ------------------- | ---- | - | - | -- | -- | - | -- | -- | -- |
| Italia              | 6    | 3 | 2 | 0  | 0  | 1 | 9  | 3  | +6 |
| Emirati Arabi Uniti | 6    | 3 | 1 | 1  | 1  | 0 | 5  | 3  | +2 |
| Egitto              | 2    | 3 | 0 | 1  | 0  | 2 | 8  | 12 | -4 |
| Stati Uniti         | 0    | 3 | 0 | 0  | 0  | 3 | 7  | 11 | -4 |

| Dubai 15 febbraio 2024, ore 15:30 | Stati Uniti | 1 – 3 referto | Italia | Dubai Design District Stadium |

| Dubai 15 febbraio 2024, ore 19:30 | Emirati Arabi Uniti | 2 – 1 referto | Egitto | Dubai Design District Stadium |

| Dubai 17 febbraio 2024, ore 15:30 | Italia | 6 – 2 referto | Egitto | Dubai Design District Stadium |

| Dubai 17 febbraio 2024, ore 19:30 | Emirati Arabi Uniti | 3 – 2 (d.t.s.) referto | Stati Uniti | Dubai Design District Stadium |

| Dubai 19 febbraio 2024, ore 15:30 | Egitto | 5 – 4 (d.t.s.) referto | Stati Uniti | Dubai Design District Stadium |

| Dubai 19 febbraio 2024, ore 19:30 | Italia | 0 – 0 (d.t.s.) referto | Emirati Arabi Uniti | Dubai Design District Stadium |

### Gruppo B
| Squadra   | P.ti | G | V | V+ | Vr | P | GF | GS | DR |
| --------- | ---- | - | - | -- | -- | - | -- | -- | -- |
| Iran      | 7    | 3 | 2 | 0  | 1  | 0 | 17 | 12 | +5 |
| Tahiti    | 6    | 3 | 2 | 0  | 0  | 1 | 12 | 11 | +1 |
| Argentina | 3    | 3 | 1 | 0  | 0  | 2 | 11 | 14 | -3 |
| Spagna    | 0    | 3 | 0 | 0  | 0  | 3 | 13 | 16 | -3 |

| Dubai 15 febbraio 2024, ore 17:00 | Tahiti | 4 – 3 referto | Argentina | Dubai Design District Stadium |

| Dubai 15 febbraio 2024, ore 21:00 | Spagna | 6 – 6 (d.t.s.) referto | Iran | Dubai Design District Stadium |

| Dubai 17 febbraio 2024, ore 17:00 | Spagna | 3 – 5 referto | Tahiti | Dubai Design District Stadium |

| Dubai 17 febbraio 2024, ore 21:00 | Argentina | 3 – 6 referto | Iran | Dubai Design District Stadium |

| Dubai 19 febbraio 2024, ore 17:00 | Argentina | 5 – 4 referto | Spagna | Dubai Design District Stadium |

| Dubai 19 febbraio 2024, ore 21:00 | Iran | 5 – 3 referto | Tahiti | Dubai Design District Stadium |

### Gruppo C
| Squadra     | P.ti | G | V | V+ | Vr | P | GF | GS | DR |
| ----------- | ---- | - | - | -- | -- | - | -- | -- | -- |
| Bielorussia | 9    | 3 | 3 | 0  | 0  | 0 | 13 | 6  | +7 |
| Giappone    | 6    | 3 | 2 | 0  | 0  | 1 | 10 | 9  | +1 |
| Senegal     | 3    | 3 | 1 | 0  | 0  | 2 | 13 | 15 | -2 |
| Colombia    | 0    | 3 | 0 | 0  | 0  | 3 | 6  | 12 | -6 |

| Dubai 16 febbraio 2024, ore 15:30 | Colombia | 2 – 3 referto | Giappone | Dubai Design District Stadium |

| Dubai 16 febbraio 2024, ore 19:30 | Senegal | 4 – 6 referto | Bielorussia | Dubai Design District Stadium |

| Dubai 18 febbraio 2021, ore 15:30 | Giappone | 1 – 3 referto | Bielorussia | Dubai Design District Stadium |

| Dubai 18 febbraio 2024, ore 19:30 | Senegal | 5 – 3 referto | Colombia | Dubai Design District Stadium |

| Dubai 20 febbraio 2024, ore 15:30 | Bielorussia | 4 – 1 referto | Colombia | Dubai Design District Stadium |

| Dubai 20 febbraio 2024, ore 19:30 | Giappone | 6 – 4 referto | Senegal | Dubai Design District Stadium |

### Gruppo D
| Squadra    | P.ti | G | V | V+ | Vr | P | GF | GS | DR  |
| ---------- | ---- | - | - | -- | -- | - | -- | -- | --- |
| Brasile    | 7    | 3 | 1 | 2  | 0  | 0 | 12 | 8  | +4  |
| Portogallo | 6    | 3 | 2 | 0  | 0  | 1 | 13 | 7  | +6  |
| Oman       | 3    | 3 | 1 | 0  | 0  | 2 | 10 | 10 | 0   |
| Messico    | 0    | 3 | 0 | 0  | 0  | 3 | 7  | 17 | -10 |

| Dubai 16 febbraio 2024, ore 17:00 | Portogallo | 8 – 2 referto | Messico | Dubai Design District Stadium |

| Dubai 16 febbraio 2024, ore 21:00 | Brasile | 5 – 3 referto | Oman | Dubai Design District Stadium |

| Dubai 18 febbraio 2024, ore 17:00 | Messico | 2 – 5 referto | Oman | Dubai Design District Stadium |

| Dubai 18 febbraio 2024, ore 21:00 | Brasile | 3 – 2 (d.t.s.) referto | Portogallo | Dubai Design District Stadium |

| Dubai 20 febbraio 2024, ore 17:00 | Oman | 2 – 3 referto | Portogallo | Dubai Design District Stadium |

| Dubai 20 febbraio 2024, ore 21:00 | Messico | 3 – 4 (d.t.s.) referto | Brasile | Dubai Design District Stadium |

## Fase a eliminazione diretta

### Tabellone
|  | Quarti di finale    | Quarti di finale |              |             | Semifinali                | Semifinali                |  |  | Finale      | Finale |
|  |                     |                  |              |             |                           |                           |  |  |             |        |
|  | 22 febbraio         |                  |              |             |                           |                           |  |  |             |        |
|  |                     |                  |              |             |                           |                           |  |  |             |        |
|  | Iran                | 2                |              |             |                           |                           |  |  |             |        |
|  | Iran                | 2                | 24 febbraio  |             |                           |                           |  |  |             |        |
|  | Emirati Arabi Uniti | 1                |              |             |                           |                           |  |  |             |        |
|  | Emirati Arabi Uniti | 1                | Iran         | 2           |                           |                           |  |  |             |        |
|  | 22 febbraio         |                  | Iran         | 2           |                           |                           |  |  |             |        |
|  |                     | Brasile          | 3            |             |                           |                           |  |  |             |        |
|  | Brasile             | Brasile          | 3            | 8           |                           |                           |  |  |             |        |
|  | Brasile             |                  | 25 febbraio  | 8           |                           |                           |  |  |             |        |
|  | Giappone            | 4                |              |             |                           |                           |  |  |             |        |
|  | Giappone            | 4                | Brasile      | 6           |                           |                           |  |  |             |        |
|  | 22 febbraio         |                  | Brasile      | 6           |                           |                           |  |  |             |        |
|  |                     | Italia           | 4            |             |                           |                           |  |  |             |        |
|  | Italia              | Italia           | 4            | 5           |                           |                           |  |  |             |        |
|  | Italia              | 24 febbraio      |              | 5           |                           |                           |  |  |             |        |
|  | Tahiti              | 2                |              |             |                           |                           |  |  |             |        |
|  | Tahiti              | 2                | Italia (dtr) | 3 (5)       | Finale per il terzo posto | Finale per il terzo posto |  |  |             |        |
|  | 22 febbraio         |                  | Italia (dtr) | 3 (5)       | Finale per il terzo posto | Finale per il terzo posto |  |  |             |        |
|  |                     | Bielorussia      | 3 (4)        |             |                           |                           |  |  |             |        |
|  | Bielorussia (dts)   | Bielorussia      | 3 (4)        | 4           | Iran                      | 6                         |  |  |             |        |
|  | Bielorussia (dts)   |                  |              | 4           | Iran                      | 6                         |  |  |             |        |
|  | Portogallo          | 3                |              | Bielorussia | 1                         |                           |  |  |             |        |
|  | Portogallo          | 3                |              |             | 1                         |                           |  |  |             |        |
|  |                     |                  |              |             |                           |                           |  |  | 25 febbraio |        |
|  |                     |                  |              |             |                           |                           |  |  |             |        |

### Semifinali
| Arbitro: | Łukasz Ostrowski |

|                           |           |                               |
| Mirshekari 1’ Masoumi 13’ | Marcatori | 15’ (rig.) Alisson 36’ Brendo |

| Arbitro: | Mickie Palomino |

|                                       |                      |                                          |
| Josep Jr. 20’ Giordani 24’ Zurlo 31’  | Marcatori            | 4’, 30’ Bryshtel 9’ Novikau              |
| Bertacca Fazzini Josep Jr. Alla Zurlo | Tiri di rigore 5 – 4 | Bryshtel Hardzetski Bokach Drozd Novikau |

### Finale 3º posto
| Arbitro: | Aecio Fernández |

|                                                                        |           |                |
| Mirshekari 2’ Movahed 3’ Moradi 14’ Amiri 14’ Masoumi 20’ Mokhtari 33’ | Marcatori | 34’ Chaikouski |

### Finale
| Arbitro: | Juan Angeles |

|                                                                       |           |                                   |
| Rodrigo 12’, 19’, 29’ Bruno Xavier 21’ Genovali 23’ (aut.) Brendo 27’ | Marcatori | 4’, 33’ Genovali 19’, 27’ Fazzini |

## Campione
| Campione del Mondo 2023 Brasile 6º titolo |